# Wilful Peggy
Wilful Peggy er en amerikansk stumfilm fra 1910 af D. W. Griffith.

## Medvirkende
- Mary Pickford som Peggy
- Clara T. Bracy
- Henry B. Walthall
- Claire McDowell
- William J. Butler